# Сыч, Павел Кириллович
Па́вел Кири́ллович Сы́ч (22 марта 1920, Высокое — 17 сентября 1996, Мена, Черниговская область) — советский государственный деятель, участник Великой Отечественной войны, Герой Социалистического Труда.

## Биография
Родился 22 марта 1920 года в селе Высокое (ныне Прилукский район, Черниговская область) в семье крестьянина. После окончания школы-семилетки в 1936 году поступил в Прилукский сельскохозяйственный техникум.
В РККА с 1940 года. Службу проходил в пограничных частях войск НКВД на Дальнем Востоке.
В декабре 1942 года в составе 102-й стрелковой дивизии был отправлен на фронт. С февраля 1943 года на фронте. Принимал участие в битве на Курской дуге, освобождении Украины, Белоруссии, Литвы. Войну закончил в Кёнигсберге. За боевые отличия был награждён орденами и медалями. Член ВКП(б) с 1946 года, в этом же году демобилизовался.
После окончания службы вернулся на родину. С 1948 года — на партийной работе. Сначала бы заведующим сельскохозяйственным отделом райкома партии в Корюковском районе, затем председателем райисполкома в Тупичевском, Щорском районах Черниговской области. В 1960 году окончил Высшую партийную школу.
В 1961 году Сыч возглавил Менский райком партии. За это время в районе были построены новые здания, развёрнута программа жилищного строительства, открыто 18 школ, 16 домов культуры, проложено более 200 километров дорог с твёрдым покрытием.
Сыч настойчиво занимался повышением эффективности сельского хозяйства в районе, смело внедрял новые методы работы, заботливо выращивал руководящие кадры. Отличительной чертой деятельности Павла Кирилловича были систематические выступления как в местной, так и в центральной и республиканской периодической печати. Район занимал лидирующие позиции по сельскому хозяйству в области.
Указом Президиума Верховного Совета СССР от 8 декабря 1973 года за получение высоких урожаев зерновых и технических культур Сычу было присвоено звание Героя Социалистического Труда.
Делегат XXIV, XXVI съездов КПСС, XXV съезда Компартии Украинской ССР. Жил в городе Мена.
Умер 17 сентября 1996 года в Мене, где и похоронен.

## Награды
- Медаль «Серп и Молот» № 17409
- Три ордена Ленина (1971, 1973 1976)
- Орден Отечественной войны II степени (1985)
- Два ордена Трудового Красного Знамени (1958, 1966)
- Два ордена Красной Звезды (1944, 1945)
- Медаль «За боевые заслуги»
- Две золотые (1970, 1977) и серебряная медали ВДНХ (1974)
- другие награды